# Aldea del Cano
Aldea del Cano és un municipi de la província de Càceres, a la comunitat autònoma d'Extremadura (Espanya).

## Demografia
| 762 | 760 | 777 | 801 | 785 | 772 | 737 | 742 | 742 | 744 | 743 |